# Kai Harada

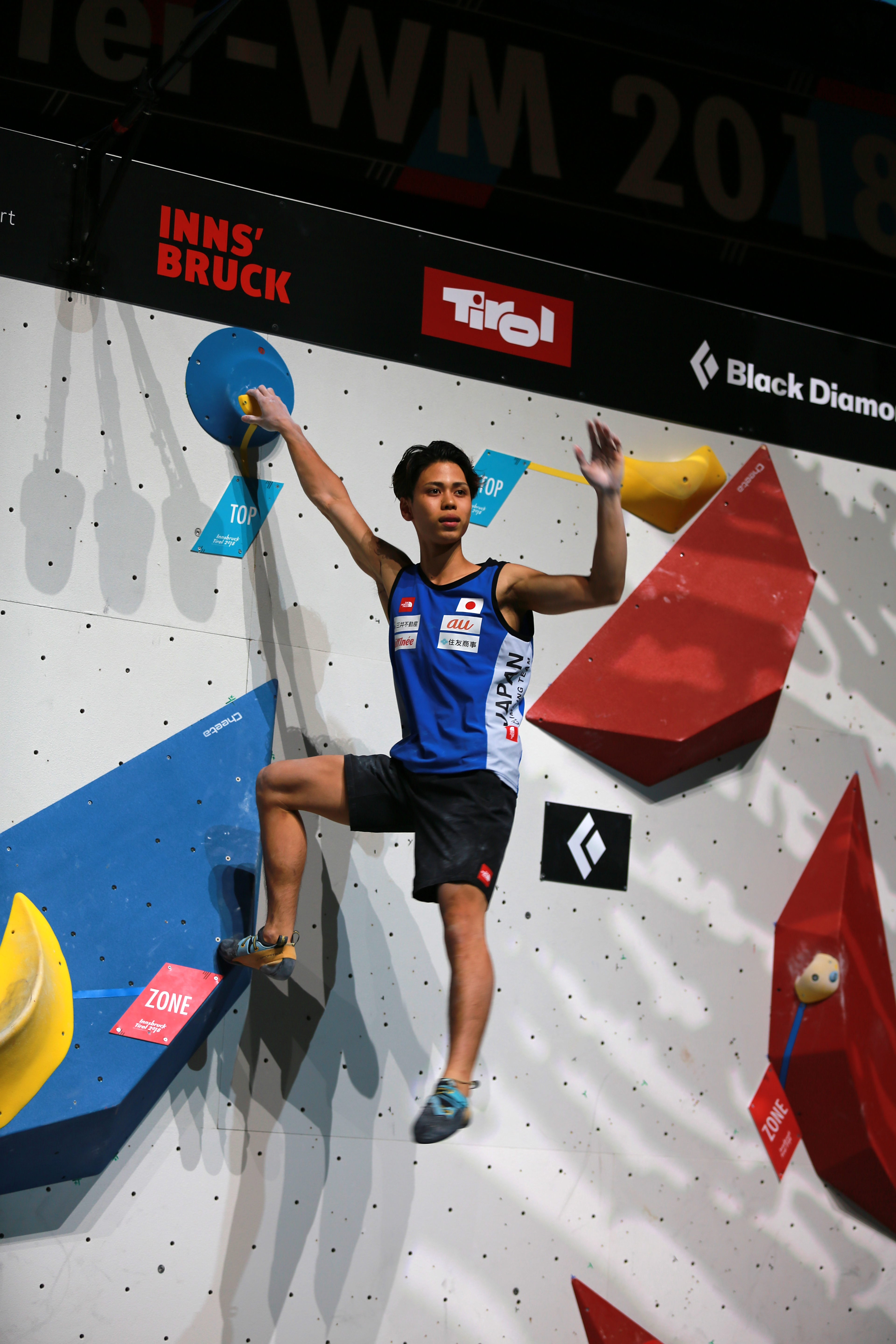
Innsbruck MŚ 2018. Triumf Kai Harady w finale w boulderingu.

Kai Harada (jap. 原田 海 Harada Kai; ur. 10 marca 1999 w prefekturze Kanagawa) – japoński wspinacz sportowy, specjalizujący się w boulderingu oraz we wspinaczce łącznej. Mistrz świata oraz wielokrotny medalista mistrzostw świata juniorów.

## Kariera sportowa
Zdobycie w 2018 w Innsbrucku mistrzostwa świata oraz zajęcie 4. miejsca w 2019 roku w klasyfikacji generalnej wspinaczki łącznej zapewniło mu kwalifikacje na IO 2020 w Tokio we wspinaczce sportowej.

## Osiągnięcia

### Mistrzostwa świata
| Konkurencje        | 2018 | 2019 |
| Bouldering         | 1    | 9    |
| Prowadzenie        | 10   | 7    |
| Wspinaczka na czas | —    | 32   |
| Wspinaczka łączna  | 4    | 4    |